# Jonathan Edwards
Jonathan Edwards (sinh 5 tháng 10 năm 1703 – mất 28 tháng 3 năm 1758) là nhà thần học và nhà thuyết giáo người Mỹ thuộc giáo phái Tự trị Giáo đoàn (Congregational). Ông được biết đến như là nhà thần học lớn nhất và sâu sắc nhất trong cộng đồng Tin lành (Evangelical) tại Hoa Kỳ. Tuy Edwards viết về nhiều lãnh vực khác nhau, ông thường được xem là người nhiệt tâm bảo vệ nền thần học Calvin và di sản Thanh giáo.

## Tuổi trẻ
Jonathan là con của Timothy Edwards (1669-1729), một mục sư tại East Windsor, Timothy phải tìm cách bù đắp phần lợi tức ít ỏi của mình bằng cách dạy kèm các sinh viên. Vợ của Timothy, Esther Stoddard, là con gái của Mục sư Solomon Stoddard ở Northampton, bà là một phụ nữ có nhiều khả năng về trí tuệ cùng với một cá tính độc lập.
Jonathan, con trai duy nhất và là người con thứ năm trong số chín người con của họ. Cha và chị của Jonathan, cả hai đều được hưởng một nền giáo dục tốt, dạy cậu bé học. Năm lên mười, Jonathan viết một luận đề khá hài hước về tính phi vật chất của linh hồn; cậu bé tỏ ra thích thú môn lịch sử thiên nhiên, và viết một tiểu luận khá xuất sắc về tập quán của "loài nhện bay".
Jonathan nhập học tại Đại học Yale năm 1716 khi chưa đủ tuổi 13. Năm sau, cậu bắt đầu làm quen và chịu thuyết phục bởi những luận văn của John Locke. Trước khi tốt nghiệp vào tháng 9 năm 1720 với tư cách là thủ khoa và trưởng lớp, xem ra trong tâm trí của chàng trai này đã định hình một hệ thống triết học. Jonathan dành hai năm kế tiếp để theo học môn thần học tại New Haven.
Từ năm 1720 đến năm 1726, theo những điều ghi lại trong nhật ký, Jonathan khao khát tìm kiếm sự cứu rỗi và không chịu hài lòng cho đến khi có được một trải nghiệm vào năm cuối tại trường đại học, khi cậu không còn cảm giác rằng, theo sự tuyển chọn của Thiên Chúa, một số người được dành sẵn cho sự cứu chuộc trong khi những người khác bị phó cho sự hư mất đời đời, là "một học thuyết đáng ghê sợ"; nhưng ngược lại, cậu nhận biết đây là "một điều hết sức vui thỏa, tươi sáng và ngọt ngào". Jonathan nhận được niềm vui lớn lao khi ngắm xem vẻ đẹp của thiên nhiên, và vui thú khi thưởng thức ý nghĩa ẩn giấu đằng sau những dòng chữ của sách Nhã ca trong Cựu Ước.
Jonathan được phong chức mục sư tại Northampton vào ngày 5 tháng 2 năm 1727 và nhận làm phụ tá quản nhiệm cho ông ngoại ông, Solomon Stoddard. Trong năm này, ông kết hôn với Sarah Pierpont, cô con gái 17 tuổi của James Pierpont, người sáng lập Đại học Yale.
Năm 1729, Stoddard qua đời, để lại cho người cháu nhiệm vụ khó khăn của một quản nhiệm, chăm sóc một trong những giáo đoàn lớn nhất và giàu có nhất tại khu định cư.

## Đại Tỉnh thức
Năm 1731 Edwards bắt đầu một loạt bài giảng tại Boston, về sau được xuất bản dưới tựa đề Thiên Chúa được Tôn vinh khi con người Phụ thuộc vào Ngài, nhằm phản bác tư tưởng của nền thần học Arminius.
Năm 1733, một cuộc phục hưng tôn giáo bùng phát tại Northampton, lên đến đỉnh điểm vào mùa đông năm 1734 và kéo dài cho đến mùa xuân năm sau. Cuộc phục hưng thu hút sự quan tâm đặc biệt của dân chúng trong thị trấn đến nỗi họ xao lãng công việc hằng ngày. Trong sáu tháng, có gần ba trăm người gia nhập giáo đoàn. Đây cũng là cơ hội cho Edwards nghiên cứu tiến trình qui đạo trong mọi giai đoạn của nó, ông ghi lại những quan sát của mình với nhiều chi tiết về tâm lý cùng với các nhận xét trong Câu chuyện về Hành động của Thiên Chúa trong Kinh nghiệm Qui đạo của hàng trăm người tại Northampton (1737).
Năm 1741, Edwards cho xuất bản tác phẩm Những Dấu chỉ Đặc trưng khi Linh của Thiên Chúa Hành động, đặc biệt xem xét đến một hiện tượng thường bộc phát trong các cuộc truyền giảng phục hưng: tình trạng ngất xỉu, kêu la, và co giật. Những "hiệu ứng thể chất" này, theo quan điểm của Edwards, không phải là những dấu hiệu đặc trưng khi Linh của Thiên Chúa vận hành. Năm 1742, ông viết một luận văn khác, Những Suy nghĩ về Phục hưng ở New England, những luận cứ trình bày trong tác phẩm này góp phần đáng kể giúp cải thiện tình trạng đạo đức của xứ sở. Edward cho rằng những biểu lộ cảm xúc khi người nghe chịu thuyết phục về tội lỗi là tình trạng tự nhiên, ông cũng biện hộ cho phương cách thuyết giảng nhấn mạnh đến cơn thịnh nộ và sự trừng phạt của Thiên Chúa dành cho người có tội.
Mùa xuân năm 1735, cuộc phục hưng bắt đầu thoái trào và tinh thần thế tục quay trở lại. Nhưng thời kỳ này kéo dài không lâu, và cuộc phục hưng lại bùng phát khắp thung lũng Connecticut, tiếng tăm của nó lan đến Anh và Scotland. Cuộc phục hưng được tiếp bước bởi cuộc Đại Tỉnh thức dưới sự dẫn dắt của Edwards. Vào thời gian này, ông bắt đầu tiếp xúc với George Whitefield và thuyết giảng một trong những bài giảng nổi tiếng nhất của ông Tội nhân trong tay Thiên Chúa đang thịnh nộ tại Enfield, Connecticut năm 1741. Dù vậy, cuộc phục hưng được tiếp nhận với thái độ lạnh nhạt của giới lãnh đạo giáo hội.
Năm 1749 Edwards cho xuất bản hồi ký về David Brainerd, một mục sư trẻ tuổi tìm đến rao giảng Phúc âm cho người da đỏ, đính hôn với Jerusha, con gái của Edwards, đến sống với gia đình ông trong vài tháng và qua đời tại Northampton vào ngày 7 tháng 10 năm 1747.
Năm 1748 xảy ra sự bất đồng giữa Edwards và giáo đoàn của ông liên quan đến các điều kiện được áp dụng cho lễ báp têm, cuối cùng dẫn đến việc Edwards phải rời khỏi nhà thờ ông đã phục vụ trong gần hai mươi năm. Năm 1750, ông nhận lời làm quản nhiệm cho một nhà thờ tại Stockbridge, cùng lúc đến giảng đạo cho người da đỏ Housatonic. Ông đứng ra bảo vệ người da đỏ chống lại những người da trắng đang tìm cách bóc lột họ.
Năm 1757, nhân cái chết của Mục sư Aaron Burr, người đã kết hôn với Esther, con gái của Edwards năm năm trước (con trai của họ, Aaron Burr, sau này là Phó Tổng thống Hoa Kỳ), Edwards miễn cưỡng nhận lời thế chỗ con rể của mình để làm viện trưởng Đại học New Jersey (nay là Đại học Princeton) vào tháng 2 năm 1758, nhưng ông qua đời chỉ 40 ngày sau đó, vào ngày 28 tháng 3 năm 1758.

## Khoa học
Edwards tỏ ra thích thú với những phát minh của Isaac Newton và các nhà khoa học đương thời. Trước khi dành trọn thời gian cho chức vụ mục sư, Edwards đã viết về các chủ đề khác nhau trong ngành triết học tự nhiên. Trong khi bày tỏ sự quan ngại vì nhiều người bị thu hút bởi chủ nghĩa vật chất và thái độ tin tưởng tuyệt đối vào lý trí, ông nhận biết rằng những quy luật thiên nhiên được tạo lập bởi Thiên Chúa nhằm bày tỏ sự khôn ngoan và sự quan tâm của ngài dành cho thế giới. Do đó, những khám phá khoa học không phải là hiểm họa cho đức tin của ông; đối với Edwards, không hề có sự mâu thuẫn nào giữa tâm linh và vật chất.

## Di sản
Trong số những người chịu ảnh hưởng bởi tư tưởng thần học của Jonathan Edwards có những tên tuổi lớn như Samuel Hopkins, Joseph Bellamy, Gideon Hawley và con trai ông, Jonathan Edwards, Jr. Nhiều người trong số các hậu duệ của Jonathan và Sarah Edwards sau này là các công dân nổi tiếng của Hoa Kỳ như Phó Tổng thống Aaron Burr, viện trưởng các đại học như Timothy Dwight, Jonathan Edwards, Jr. và Merril Edwards Gates. Jonathan và Sarah Edwards cũng là tổ phụ của Đệ Nhất Phu nhân Edith Roosevelt (vợ của Tổng thống Theodore Roosevelt), nhà văn O. Henry, nhà xuất bản Frank Nelson Doubleday và nhà văn Robert Lowell.

## Tác phẩm
Cho đến nay nhiều tác phẩm của Edwards vẫn được xuất bản. Một số trong những tác phẩm quan trọng của ông:
- A Faithful Narrative of the Surprising Work of God, reprinted by Diggory Press ISBN 978-1-84685-722-5
- A History of the Work of Redemption including a View of Church History, reprinted by Diggory Press ISBN 978-1-84685-633-4
- A Treatise Concerning Religious Affections, reprinted by Diggory Press ISBN 978-1-84685-746-1
- Concerning the End for Which God Created The World, reprinted by Diggory Press ISBN 978-1-84685-624-2
- Distinguishing Marks of a Work of the Spirit of God, reprinted by Diggory Press ISBN 978-1-84685-637-2
- Freedom of the Will, reprinted by Diggory Press ISBN 978-1-84685-619-8
- Original Sin, reprinted by Diggory Press ISBN 978-1-84685-760-7
- Some thoughts concerning the present revival in New England and the way it ought to be acknowledged and promoted, reprinted by Diggory Press ISBN 978-1-84685-379-1
- The Life and Diary of David Brainerd, Missionary to the Indians, reprinted by Diggory Press ISBN 978-1-84685-381-4
- The Nature of True Virtue, reprinted by Diggory Press ISBN 978-1-84685-759-1
- Charity and its Fruits, reprinted by Banner of Truth ISBN 978-0-85151-351-5